# Thế giới khi loài người biến mất
Thế giới khi loài người biến mất (tiếng Anh: The World Without Us) là một tác phẩm thuộc thể loại phi hư cấu của nhà báo người Mỹ Alan Weisman. Quyển sách được xuất bản vào năm 2007 bởi nhà xuất bản St. Martin's Press ở Hoa Kỳ. Nội dung của cuốn sách bàn về vấn đề gì sẽ xảy ra với môi trường tự nhiên và môi trường xây dựng nếu loài người đột nhiên biến mất. Tác phẩm là phiên bản sách mở rộng từ một bài báo của Weisman viết cho tạp chí Discover vào tháng 2 năm 2005 với tựa đề "Earth Without People" (Trái Đất không có loài người). Bài báo phần lớn được viết theo kiểu phác thảo thí nghiệm tưởng tượng về những chủ đề chẳng hạn như nhà cửa và thành phố sẽ xuống cấp như thế nào, hiện vật do con người tạo ra sẽ tồn tại trong bao lâu và dạng sự sống còn lại sẽ phát triển ra sao nếu loài người biến mất. Weisman kết luận rằng khu dân cư sẽ trở thành rừng trong vòng 500 năm tới và chất thải phóng xạ, tượng đồng, sản phẩm nhựa, Núi Rushmore sẽ là những bằng chứng lâu dài nhất chứng minh loài người từng hiện diện trên Trái Đất.
Trước khi xuất bản quyển sách này, Weisman từng là tác giả của bốn cuốn sách và nhiều bài báo cho tạp chí. Ông đã đi phỏng vấn nhiều học giả, nhà khoa học và các chuyên gia khác. Ông sử dụng lời trích dẫn rút ra từ phỏng vấn để giải thích tác động của môi trường tự nhiên và kiểm nghiệm những tiên đoán. Quyển sách được dịch và xuất bản ở nhiều nước. Nó đạt được thành công ở Hoa Kỳ, xếp ở vị trí thứ 6 trong danh sách tác phẩm bán chạy nhất theo The New York Times và vị trí thứ nhất trong danh sách best-seller của San Francisco Chronicle vào tháng 9 năm 2007. Quyển sách còn xếp hạng 1 trong 10 tác phẩm phi hư cấu hàng đầu theo tạp chí Time và Entertainment Weekly vào năm 2007.

## Bối cảnh
Ý tưởng về khám phá tác động của sự suy giảm dân số trên Trái Đất không có gì mới. Nó đã xuất hiện thường xuyên trong nhiều thập kỷ qua ở các tiểu thuyết khoa học viễn tưởng. Tác phẩm thuộc dòng văn học hậu tận thế thường cố hình dung số phận của nền văn minh và hiện vật của nó sau khi loài người kết thúc. Lấy ví dụ tiểu thuyết nổi tiếng xuất bản năm 1949 Earth Abides đã miêu tả sự đổ vỡ của hệ thống và cấu trúc đô thị sau một trận đại dịch. Người sống sót ở cuối chương đầu tiên đã suy ngẫm: "Điều gì sẽ xảy ra với thế giới và sinh vật khi loài người biến mất? Rằng chúng sẽ bị bỏ lại cho mà xem."
Thế giới khi loài người biến mất thể hiện một quang cảnh sinh thái hơn so với Earth Abides. Trước khi viết nên tác phẩm, Alan Weisman có viết 4 cuốn sách bao gồm Gaviotas: A Village to Reinvent the World (1988) kể về làng sinh thái Gaviotas ở Colombia và An Echo In My Blood (1999) kể về lịch sử di cư của tổ tiên ông từ Ukraina sang Hoa Kỳ. Ông từng là nhà báo quốc tế cho các tạp chí và báo của Mỹ. Tại thời điểm viết sách, ông là Phó giáo sư ngành báo chí và Nghiên cứu Mỹ Latinh tại Đại học Arizona. Vị trí này đòi hỏi ông chỉ dạy một lớp trong học kỳ xuân và được tự do đi lại để thực hiện công việc nghiên cứu đến hết thời gian còn lại của năm.
Biên tập viên của tạp chí Discover, Josie Glausiusz là người đề xuất ý tưởng về Thế giới khi loài người biến mất cho Weisman vào năm 2004. Bà đã suy ngẫm về ý tưởng trong vài năm và yêu cầu Weisman viết bài về chủ đề này sau khi đọc lại bài báo "Journey through a Doomed Land" (Hành trình qua Vùng đất Diệt vong) mà ông xuất bản cho Harper's Magazine vào năm 1994. Nội dung của bài báo kể về tình trạng của Chernobyl sau 8 năm bị bỏ hoang. Bài viết "Earth Without People" của Weisman xuất bản cho tạp chí Discover trong số ra tháng 2 năm 2005 và được tái bản trong tuyển tập The Best American Science Writing 2006 (Bài viết Khoa học Mỹ Hay nhất năm 2006). "Earth Without People" mô tả về sự phát triển mạnh mẽ của thiên nhiên ở khu phi quân sự bị bỏ hoang ở Triều Tiên và cách mà nó sẽ lấn át môi trường xây dựng ở Thành phố New York như thế nào.  Dựa trên nội dung phỏng vấn với các nhà cổ sinh vật học, bài báo phỏng đoán rằng động vật lớn sẽ trỗi dậy và rừng, như Rừng Białowieża, sẽ bao phủ cả châu Âu và miền đông Hoa Kỳ. Nó còn nêu ra viễn cảnh những nhà máy điện, nhà máy hóa chất, đập và bể chứa xăng dầu sẽ bị hỏng.
Đại diện của Weisman đã tìm một biên tập viên và nhà xuất bản tại St. Martin's Press để mở rộng bài báo thành một cuốn sách. Trong số 23 trang danh mục tài liệu tham khảo có 2 bài ông viết cho tạp chí Los Angeles Times Magazine ("Naked Planet" (Hành tinh Trần) kể về lỗ thủng của tầng ozone ở Nam Cực và "The Real Indiana Jones" (Indiana Jones Thực thụ) bàn về nền văn minh Maya) và một bài đăng trên tạp chí Condé Nast Traveller ("Diamond in the Wild" (Kim cương nơi Hoang dã) đề cập đến nạn khai thác kim cương xâm lấn khu bảo tồn động vật hoang dã lớn nhất Bắc Mỹ) cũng như "Earth Without People" cho Discover. Để nghiên cứu bổ sung, Weisman đã đến Anh, Síp, Thổ Nhĩ Kỳ, Panama và Kenya. Phỏng vấn mà ông trích dẫn để đưa vào sách bao gồm cuộc thảo luận với nhà sinh vật học E. O. Wilson về Khu phi quân sự Triều Tiên, nhà khảo cổ học William Rathje về nhựa trong rác thải, nhà thực vật học Oliver Rackham về thảm thực vật phủ trên khắp nước Anh, nhà nhân chủng học Arthur Demarest về sự sụp đổ của nền văn minh Maya, nhà cổ sinh vật học Douglas Erwin về sự tiến hóa và nhà triết học Nick Bostrom về thuyết siêu nhân học.

## Khái yếu
Cuốn sách được chia thành 27 chương với phần mở đầu, phần kết thúc, danh mục tài liệu tham khảo và mục lục. Mỗi chương đề cập đến một chủ đề mới như số phận có thể xảy ra với chất dẻo, cơ sở hạ tầng dầu khí và cơ sở hạt nhân. Tác phẩm được viết từ quan điểm của nhà báo khoa học với những lời giải thích và chứng ngôn để làm nền tảng cho dự đoán của ông. Nó không sử dụng lối tường thuật thống nhất, tổng kết lại chủ đề trong một chương hay đưa ra luận điểm.
Thí nghiệm tưởng tượng của Weisman theo đuổi 2 chủ đề: một là cách thiên nhiên phản ứng trước sự biến mất của con người và di sản mà con người để lại. Để có thể tiên đoán được cuộc sống sẽ tiếp tục như thế nào nếu không có loài người, Weisman sử dụng báo cáo từ những khu vực nơi môi trường tự nhiên tồn tại với ít sự can thiệp của con người như Rừng Białowieża, Rạn san hô Kingman và Đảo san hô Palmyra. Ông đã phỏng vấn nhà sinh vật học E. O. Wilson và hỏi thăm các thành viên của Liên đoàn Hàn Quốc về Phong trào Môi trường tại Khu phi quân sự Triều Tiên, nơi có rất ít con người xâm nhập kể từ năm 1953. Ông cố gắng hình dung sự sống có thể tiến hóa như thế nào bằng cách mô tả quá trình tiến hóa trong quá khứ của các loài động thực vật thời tiền sử nhưng lưu ý lời răn của Douglas Erwin rằng "chúng ta không thể đoán trước thế giới 5 triệu năm sau [chỉ] bằng cách nhìn vào gì còn sống sót". Có một số chương dành riêng cho động vật lớn mà Weisman dự đoán rằng loài này sẽ sinh sôi nảy nở. Ông xét các mẫu đất từ quá khứ 200 năm và ngoại suy tỷ lệ kim loại nặng cùng với dị chất vào một thời điểm trong tương lai không còn kỹ nghệ. Tương tự như vậy, ông cũng nghiên cứu mức độ cacbon dioxide trong khí quyển và tác động đối với sự thay đổi khí hậu khi loài người biến mất.

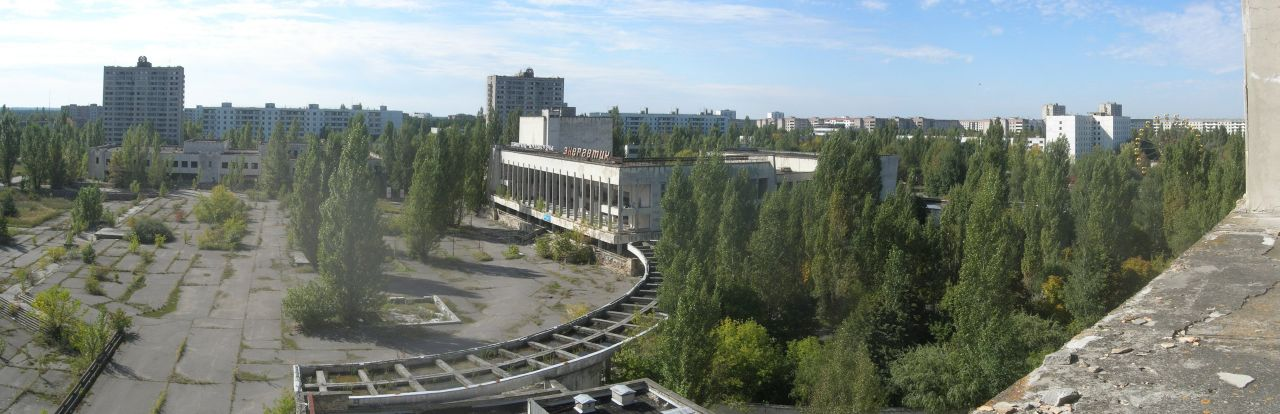
Thành phố bị bỏ hoang ở Pripyat, gần Chernobyl

Weisman sử dụng nguồn tư liệu từ các bài báo trước, chẳng hạn như số phận của nền văn minh Maya để làm sáng tỏ khả năng một xã hội thâm căn cố đế có thể biến mất như thế nào và cách mà môi trường tự nhiên chôn vùi mọi bằng chứng vào dĩ vãng. Để chứng minh thảm thực vật có thể ảnh hưởng đến cơ sở hạ tầng do con người xây dựng, Weisman phỏng vấn các nhà thủy văn và nhân viên tại kênh đào Panama, nơi cần phải bảo dưỡng liên tục để giữ cho thảm thực vật rừng và phù sa tránh xa các con đập. Để minh họa cho các thành phố bị bỏ hoang không chống chọi nổi với thiên nhiên, Weisman lấy báo cáo từ Chernobyl, Ukraina (bị bỏ hoang năm 1986) và Varosha, Síp (bị bỏ hoang năm 1974). Ông phát hiện ra rằng cấu trúc của chúng bị đổ vỡ do thời tiết gây ra những thiệt hại không được sửa chữa và các dạng sống khác tạo ra môi trường mới. Tại Thổ Nhĩ Kỳ, ông so sánh cách thức xây dựng của thành phố Istanbul đang trên đà phát triển nhanh chóng cũng như điển hình cho thành phố lớn ở các nước đang phát triển với thành phố ngầm ở Cappadocia. Cư dân Istanbul có nhu cầu lớn về nhà ở nên hầu hết những ngôi nhà trong thành phố đều xây dựng bằng bất kỳ vật liệu nào sẵn có và có thể bị sập trong một trận động đất lớn hay thảm họa thiên nhiên khác. Thành phố ngầm ở Cappadocia xây dựng từ hàng nghìn năm về trước bằng đá túp núi lửa nên có thể tồn tại trong nhiều thế kỷ tới.
Thành phố New York là nơi Weisman sử dụng như mô hình để phác thảo cách thức mà đô thị không thể duy trì được sẽ suy tàn như thế nào. Ông giải thích rằng hệ thống cống rãnh sẽ tắc nghẽn, dòng nước ngầm sẽ làm ngập sân ga tàu điện ngầm và đất dưới đường xá sẽ bị xói mòn và sụt lở. Từ cuộc phỏng vấn với các thành viên của Hiệp hội Bảo tồn Động vật Hoang dã và Vườn Bách thảo New York, Weisman dự đoán rằng thảm thực vật bản địa sẽ quay trở lại khi bắt đầu lan rộng từ các công viên và sẽ tồn tại vượt qua các loài xâm lấn. Chuột và gián cũng sẽ chết khi không còn con người để cung cấp thức ăn và hơi ấm. Nhà thông thường sẽ bắt đầu đổ nát khi nước cuối cùng cũng rò rỉ vào mái nhà xung quanh các tấm chớp, ăn mòn gỗ và làm rỉ sét móng, khiến cho tường bị võng xuống và cuối cùng là sụp đổ. Sau 500 năm, tất cả những gì còn lại sẽ là bộ phận của máy rửa bát bằng nhôm, dụng cụ nấu ăn bằng thép không gỉ và tay cầm bằng nhựa. Bằng chứng lâu dài nhất về sự hiện diện của con người trên Trái Đất là chất phóng xạ, đồ gốm, tượng đồng và Núi Rushmore. Trong không gian có tấm thông điệp Pioneer, đĩa ghi vàng Voyager và sóng radio sẽ tồn tại lâu hơn cả Trái Đất.

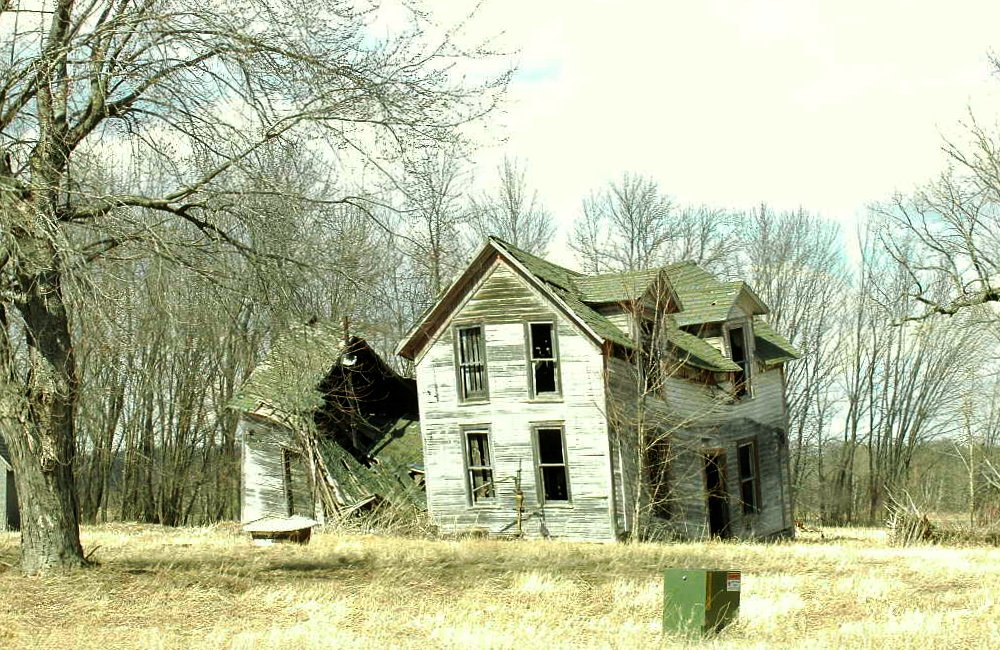
Một ngôi nhà bị bỏ hoang trong tình trạng sụp đổ

Bước ra từ chủ đề môi trường tự nhiên hậu nhân loại, Weisman xem xét điều gì có thể dẫn đến sự diệt vong hoàn toàn, đột ngột của loài người mà không gây tổn hại nghiêm trọng đến môi trường tự nhiên và xây dựng. Ông kết luận rằng viễn cảnh đó là điều khó xảy ra. Ông cũng cân nhắc đến thuyết siêu nhân học, Phong trào tuyệt chủng loài người tự giác, Giáo hội của cái chết nhân đạo và tác phẩm The End of the World: the Science and Ethics of Human Extinction của John A. Leslie. Weisman kết thúc cuốn sách bằng bằng sự đề cập đến phiên bản mới của chính sách một con. Mặc dù thừa nhận nó là một "biện pháp hà khắc" nhưng Weisman vẫn nói rõ rằng "Điều cốt yếu ở bất kỳ loài nào là nếu chúng phát triển quá mức so với nguồn tài nguyên của chúng thì sẽ dẫn đến tình trạng suy giảm quần thể. Hạn chế sinh sản ở loài người rất khó nhưng hạn chế bản năng tiêu thụ của họ lại càng khó hơn." Khi bị chỉ trích vì câu nói trên, ông đáp lại rằng "Tôi biết trước rằng [phát biểu] của tôi sẽ động chạm đến điểm nhạy cảm của một số người nhưng tôi [phải] làm như vậy vì lâu lắm rồi, chúng ta chưa bàn đến cách giải quyết tình hình kinh tế cũng như sự tăng trưởng nhân khẩu học."

## Xuất bản
Tác phẩm được xuất bản lần đầu dưới dạng bìa cứng ở Hoa Kỳ vào ngày 10 tháng 7 năm 2007 bởi St. Martin's Press. Ở Vương quốc Anh, Virgin Books là đơn vị phát hành tác phẩm và ở Canada là HarperCollins. Bìa mềm được phát hành vào tháng 7 năm 2008. Quyển sách còn được dịch và xuất bản sang nhiều nước khác với những tên gọi khác nhau. Ở Đan Mạch, nó được xuất bản bởi Borgen với tên gọi Verden uden os; ở Pháp bởi Groupe Flammarion dưới cái tên Homo disparitus; ở Đức bởi Piper với tiêu đề Die Welt ohne uns; ở Bồ Đào Nha bởi Estrela Polar với tên gọi O Mundo Sem Nós; ở Ý bởi Einaudi với tựa đề Il mondo senza di noi; ở Ba Lan bởi CKA dưới cái tên Świat bez nas và ở Nhật Bản bởi Nhà xuất bản Hayakawa với tên gọi Jinrui ga kieta sekai (人類 が 消 え た 世界; "Thế giới nơi loài người biến mất").
Pete Garceau là người thiết kế bìa cho bản phát hành ở Mỹ mà một nhà phê bình khen ngợi rằng nó là "lớp đường phủ ngọt ngào để giữ chân những độc giả tiềm năng. 'Phải, tôi là một cuốn sách về đề tài môi trường! Nhưng tôi vô hại! Thật vậy đó!' " Phiên bản Canada do Ellen Cipriano thiết kế có sự tương đồng với phiên bản Hoa Kỳ nhưng nó minh họa bằng hình ảnh chứ không phải bằng tranh vẽ vô hại. Ảnh bìa cho các phiên bản phát hành quốc tế thể hiện sự tương phản giữa môi trường tự nhiên với môi trường xây dựng đang dần bị hủy hoại. Macmillan Audio và BBC Audiobooks có xuất bản sách nói ngôn ngữ Anh với thời lượng 10 tiếng đầy đủ do Adam Grupper lồng tiếng, được xuất bản cùng lúc với sách bìa cứng. AudioFile đã trao cho sách audio Giải Earphones, khen ngợi cách đọc rõ ràng, rành mạch và bình luận rằng "Không bao giờ sa đà vào chủ nghĩa duy cảm, luôn [giữ được sự] khách quan và điềm tĩnh, Grupper đã chọn chủ đề có thể gây khó chịu và biến nó thành một cuốn sách mà bạn không thể ngừng nghe".

## Đón nhận
Vào thời điểm tác phẩm được phát hành, Weisman đã bắt đầu chuyến đi quảng bá sách trên khắp Hoa Kỳ, Canada và ra nước ngoài đến Lisbon và Brussels. Ông cũng thực hiện các cuộc phỏng vấn trên kênh truyền hình The Daily Show và The Today Show, trả lời phỏng vấn radio trên đài Weekend Edition, Talk of the Nation, The Diane Rehm Show, Living on Earth, Marketplace và As It Happens. Tại thời điểm đó, cuốn sách có màn ra mắt ở vị trí thứ 10 trong danh sách tác phẩm bìa cứng phi hư cấu bán chạy nhất theo New York Times vào ngày 29 tháng 7 và nằm trong top 10 tới 9 tuần, đạt vị trí cao nhất là thứ 6 vào ngày 12 tháng 8 và 9 tháng 9. Ở thị trường Canada, nó lọt vào danh sách tác phẩm phi hư cấu bán chạy nhất của tờ báo The Globe and Mail trong 10 tuần, đạt vị trí thứ 3 vào ngày 11 tháng 8. Tác phẩm đứng thứ nhất trong số những tác phẩm phi hư cấu bán chạy nhất theo báo San Francisco Chronicle vào ngày 23 tháng 9 và giành 11 tuần trong Top 150 Sách bán chạy nhất theo tờ báo USA Today, cao nhất là ở vị trí thứ 48. Những nhà phê bình của nhà xuất bản Library Journal đã đề xuất tác phẩm cho tất cả tuyển tập sách về môi trường và sách nói cho hầu hết tuyển tập sách của thư viện công cộng cũng như viện hàn lâm. Tạp chí Time và  Entertainment Weekly xếp sách ở vị trí đầu tiên trong top 10 tác phẩm phi hư cấu bán chạy nhất vào năm 2007. Quyển sách cũng được Hudson Booksellers liệt vào danh sách "những cuốn sách hay nhất xuất bản năm 2007". Theo bảng xếp hạng "những cuốn sách hay nhất năm 2007" của trang web Amazon.com, tác phẩm xếp thứ 4 trong toàn bộ thể loại sách ở Hoa Kỳ và xếp thứ nhất về mảng phi hư cấu ở Canada.
Quyển sách được đón nhận một cách tích cực vì lối hành văn dễ hiểu và sinh động, đôi lúc tàn nhẫn nhưng vẫn đảm bảo ngôn từ phù hợp. Ngay cả Michael Grunwald của Washington Post đưa ra đánh giá nhìn chung là tiêu cực cũng nhận xét rằng văn phong của tác phẩm "luôn luôn rõ ràng, thỉnh thoảng có sự tinh tế." Theo The New York Times Book Review, Jennifer Schuessler cho biết Weisman có "sự chơi đùa với ngôn ngữ tôn giáo, sự thản nhiên thi thoảng có phần hào hoa của ông mở đường cho phép tu từ quen thuộc về lửa địa ngục sinh thái". Janet Maslin của The New York Times nhận thấy tác phẩm có "phong cách khô khan, dễ hiểu và theo cấu trúc nếu-thì" trong khi "giọng điệu thì đều đều một cách kỳ lạ."

## Trong văn hóa đại chúng
Một số chương trình truyền hình liên quan đến chủ đề của sách bao gồm:
- Life After People cho thấy điều gì sẽ xảy ra nếu con người biến mất ngay lập tức.
- Aftermath: Population Zero cũng giống như chương trình trên nhưng đi sâu vào chi tiết hơn.
- The Future Is Wild không giải thích cho sự biến mất của loài người mà đề cập về vấn đề sự sống (không có con người) sẽ tiến hóa như thế nào trong 5, 100 và 200 triệu năm tới.

Trò chơi điện tử 2013 The Last of Us lấy mốc thời gian hai mươi năm sau một sự kiện tận thế, sử dụng tác phẩm Thế giới khi loài người biến mất làm nguồn cảm hứng để thiết kế bối cảnh thành phố.
Video game NieR: Automata phát hành năm 2017 lấy bối cảnh Trái Đất không có loài người trong vài trăm năm, chịu nhiều ảnh hưởng từ tác phẩm Thế giới khi loài người biến mất về khoản mô tả các thành phố và môi trường sống của nền văn minh từng tồn tại trong thế giới game.